# Léon Delagrange

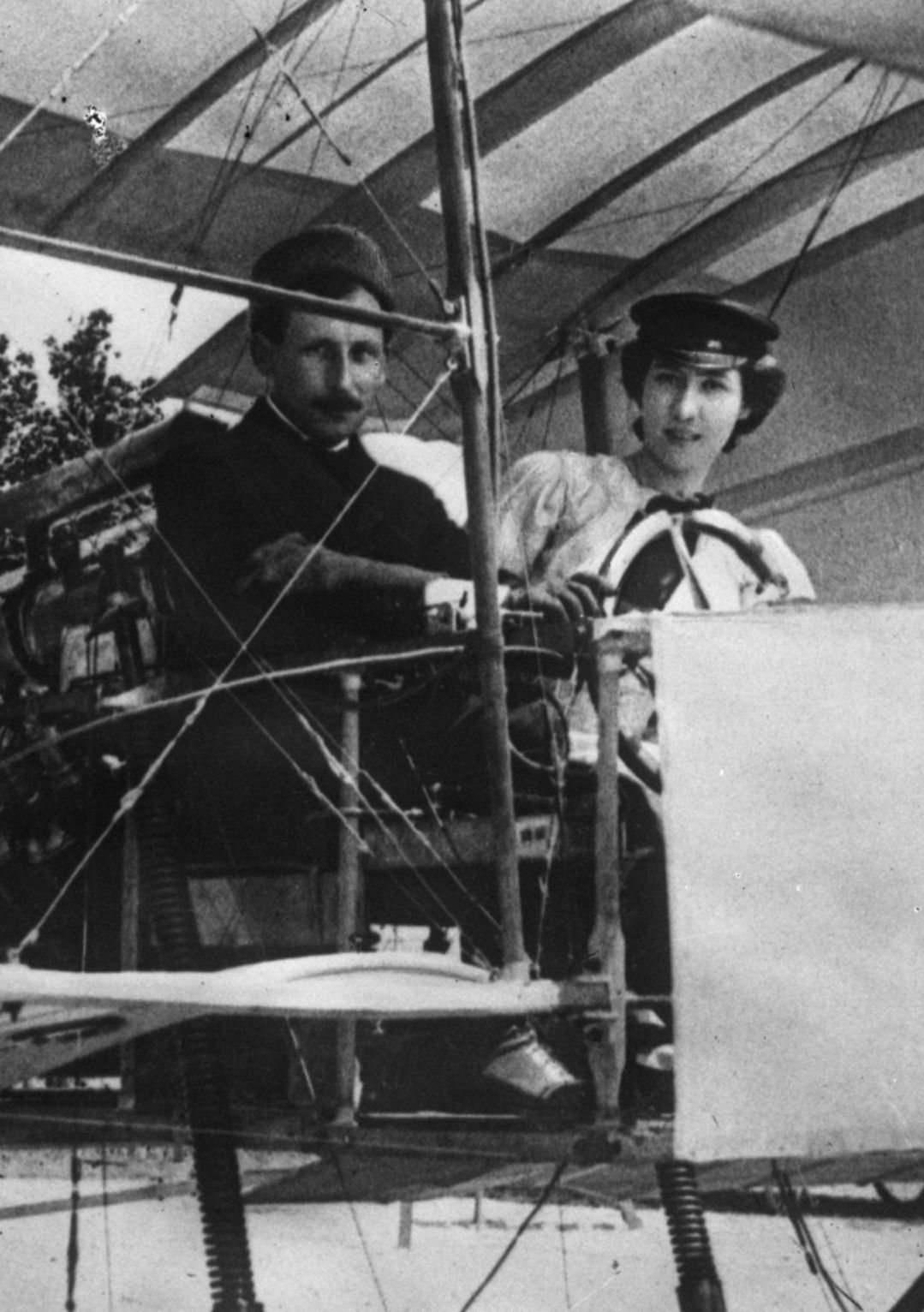
Delagrange y Thérèse Peltier, 1908.

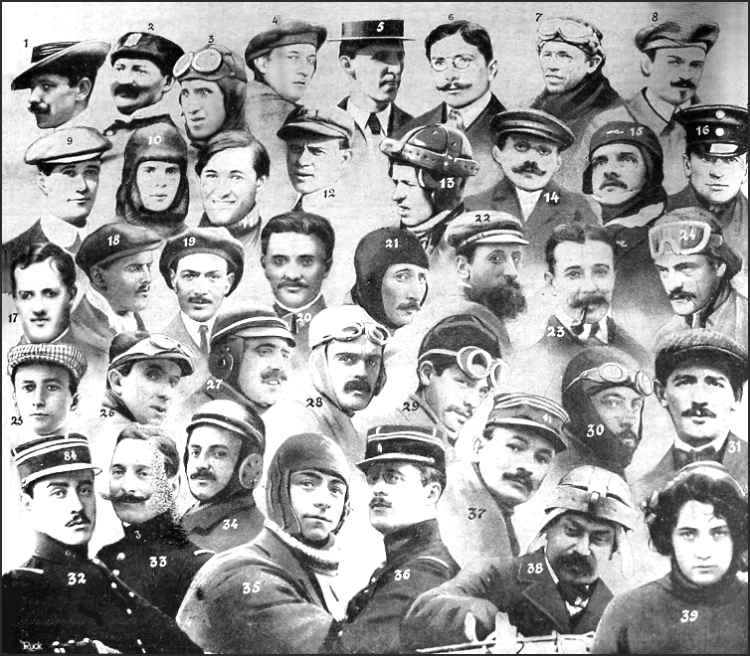
Delagrange, imagen con el número 21, y otros pilotos muertos en accidentes de aviación antes de 1912.

Ferdinand Marie Léon Delagrange (13 de marzo de 1872 – 4 de enero de 1910) fue un aviador pionero y escultor francés. Léon fue clasificado como uno de los mejores aviadores del mundo en su época. El 30 de diciembre de 1909 había batido todos los récords de velocidad en Juvisy-sur-Orge en Francia en un intento por ganar la Copa Michelin. No logró superar a Henri Farman en récord de distancia, pero sí estableció un nuevo récord de distancia para monoplanos y un nuevo récord mundial de velocidad. Cubrió 124 millas en 2 horas y 32 minutos, manteniendo una velocidad media de aproximadamente 45 millas por hora.

## Biografía
Léon Delagrange nació en Orleans en la Francia central, hijo del dueño de una fábrica textil. De adolescente estudió en la École des Beaux-Arts con Louis Barrias y Charles Vital-Cornu y estuvo presente en varias exposiciones en París. Fue miembro  del Salon des Artistes Français y recibió una mención en 1901.
Delagrange fue uno de los primeros hombres en Europa en fijarse seriamente en la naciente aviación. En 1907 se interesó en volar y se convirtió en un pionero del vuelo motorizado. Ese mismo año fue de las primeras personas en solicitar un avión a Gabriel Voisin de los hermanos Voisin, lo que les permitió establecerse como fabricantes de aviones. El avión fue el primer ejemplo de lo que se convertiría en uno de los primeros aviones franceses exitosos, el Voisin 1907 biplano. Su primer vuelo público lo realizó el 16 de marzo de 1907 en Bagatelle, Francia donde voló uno de estos biplanos. Sus hazañas pronto atrajeron la atención del mundo y se llegó a afirmar que rechazó una oferta de $10.000 por viajar a los Estados Unidos a realizar demostraciones. En 1907, Delagrange fue elegido presidente del Club de Aviación de Francia.
Durante 1908 Delagrange visitó Italia donde realizó varias demostraciones de vuelo. Fue durante uno de estos eventos el 8 de julio que realizó el primer vuelo del mundo con una pasajera, su socia y amiga escultora Thérèse Peltier. En septiembre del mismo año Delagrange registró récords de velocidad y distancia, estableciendo un récord de 15,2 millas en 29 minutos, 53 segundos.
El 7 de enero de 1909, fue galardonado con uno de los primeros ocho certificados de piloto aviador otorgados por el Aéro-Club de Francia. En 1909 también recibió el premio Lagatiner en Juvisy (voló 3,6 millas en 10 minutos, 18 segundos).
Participó  en la primera carrera aérea del mundo en Port-Aviation el 23 de mayo de 1909, y un par más de reuniones de carreras durante el mismo año. Además de su avión original Voisin también compró tres Blériot XI, y formó un equipo al reclutar a Hubert Le Blon, Léon Molon y Georges Prévoteau. También voló en varias demostraciones no competitivas. Fue el primero en equipar un Blériot XI con un motor 50 hp Gnôme en lugar del 25 hp Anzani, duplicando así su potencia.
Durante 1909 Léon Delagrange participó en las siguientes reuniones de carreras aéreas:
- Port-Aviation 23 de mayo de 1909.
- Port-Aviation 30 de mayo - 3 de junio de 1909
- Reims 1909
- Spa 1909
- Doncaster 1909

## 1909Doncaster, Inglaterra
La Reunión de Aviación de Doncaster, Inglaterra se celebró entre el 18 y el 26 de octubre de 1909.
El primer vuelo sensacional de Delagrange y el que lo convirtió en un contendiente para todos los premios, tuvo lugar en Doncaster el 26 de octubre de 1909. Estableció un récord mundial al volar en un monoplano Bleriot seis millas en 7 minutos 36 segundos. El hecho de que volara bajo una tormenta creó sensación entre los seguidores y la prensa.
El martes, 26 de octubre de 1909, se leyó en el Yorkshire Post: "Delagrange compitió en la Copa Tradesmen el circuito más rápido, y en su Bleriot de motor Gnôme completó una vuelta, en un vuelo de 5 millas y 1,695 yardas, en 1 minuto 47,2 segundos saliendo a una velocidad de 49,9 millas por hora, lo que fue anunciado como récord mundial."
Los pilotos que volaron durante la Reunión de Aviación de Doncaster fueron: Hubert Le Blon, Samuel Cody, Leon Delagrange, Maurice Gifford, Ballin Hinde, Frank Lovelace?, Edward M. Maitland, Leon Molon? (otorgado el certificado del Aéro-Club de Francia en 1910), Roger Sommer y Walter George Windham (fundador del Aeroplane Club).
Una imagen fotográfica de Getty de Léon Delagrange volando su monoplano en Doncaster se conserva en el Getty Image Archive.
Durante la estancia de Delagrange en Doncaster, Yorkshire, el artista Dudley Hardy le dibujó para los folletos y tarjetas de visita con el programa del evento celebrado del 18 al 23 de octubre de 1909, que fue la primera demostración de vuelo motorizado en Inglaterra.

## Diciembre, 1909
En diciembre de 1909 la Academia de las ciencias de París le otorgó una medalla por sus logros aeronáuticos.

## Muerte
El aviador francés murió por una caída el 4 de enero de 1910 en Burdeos. Su muerte fue noticia de primera plana en todo el mundo:
Cita del New York Press, 5 de enero de 1910, primera página: Cráneo de Delagrange aplastado por caída de monoplano volando con viento racheado. "Léon Delagrange, el famoso aeronauta francés, fue muerto mientras hacía un vuelo aquí hoy (Burdeos, Francia). Delagrange cayó con su máquina desde una altura de aproximadamente 65 pies y fue aplastado bajo los restos. Había estado volando con un viento con ráfagas que frecuentemente soplaban a 20 millas por hora. A pesar de esta desventaja, Delagrange continuó y dio tres vueltas al aeródromo cuando de repente al girar a alta velocidad contra el viento el ala izquierda del monoplano se rompió y la otra ala colapsó. La máquina se derrumbó y cayó al suelo. Delagrange quedó bajo el peso del motor, el cual aplastó su cráneo. El vuelo de Delagrange era simplemente un vuelo preliminar al intento, que debería realizar por la tarde de romper el récord de Henry Farman. El aviador no tuvo tiempo de levantarse de su asiento."

## Premios y conmemoraciones
Fue nombrado presidente del Aéro-Club de Francia en 1908 y en 1909 fue condecorado con la Legión de Honor. En 1910 recibió una medalla de la Academia de las Ciencias de París.
Cuando los primeros "carnets de piloto" fueron concedidos en Francia en 1910, Delagrange recibió el número 3, basado en el orden alfabético entre los primeros catorce titulares.
Una lista de los aviones volados por Léon Delagrange puede ser visto en la página web Thefirstairraces:
La cervecería Doncaster comercializó en 2009 una cerveza especial para conmemorar los cien años de los logros de Ferdinand Léon Delagrange durante el Vuelo de Aviación de Doncaster en 1909: